# Aeroportul Triangle North Executive
Aeroportul Triangle North Executive (IATA: LFN, ICAO: KLHZ, FAA LID: LHZ) este un aeroport din Carolina de Nord, Statele Unite ale Americii ce deservește zona Louisburg.
Situat la o altitudine de 112 m, aeroportul dispune de 1 pistă.

## Infrastructură

### Piste
Aeroportul dispune de o singură pistă. Pista 05/23 are suprafața de asfalt și dimensiunile 5.498 picioare × 100 picioare. 